# Leonard H. Wheeler

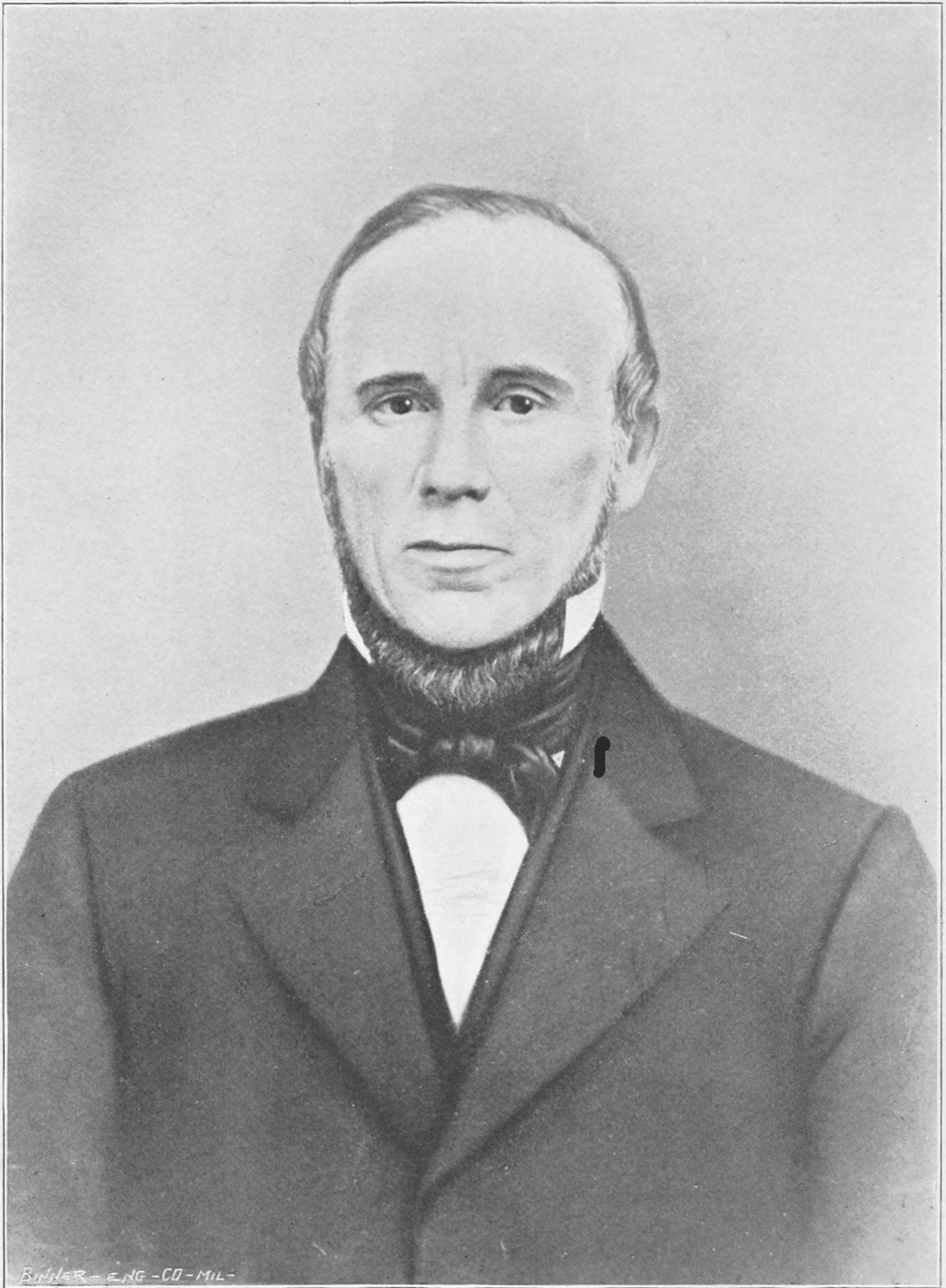
Porträt

Leonard Hemenway Wheeler (* 18. April 1811 in Shrewsbury, Massachusetts; † 25. Februar 1872 in Beloit, Wisconsin) war ein US-amerikanischer presbyterianischer Priester und Erfinder des Eclipse-Systems für Windräder.

## Leben
Wheeler wurde in Shrewsbury (Massachusetts) geboren. Seine Mutter Hannah geborene Hemmenway starb, als er einen Monat alt war. Er wuchs deshalb bei seinem Vater Leonard Wheeler (* 1783) und einer Tante in Bridport (Vermont) auf. Nach dem Abschluss am Middlebury College im Jahre 1837 studierte er bis 1840 am Andover Theological Seminary. Zusammen mit seiner Ehefrau Harriet geborene Wood (1816–1894) zog Wheeler 1841 auf die Insel Madeline Island im Westen des Oberen Sees, die heute zum Ashland County gehört. Die Insel war damals das spirituelle Zentrum der Lake Superior Chippewa. Außerdem befand sich auf der Insel der Hauptsitz der American Fur Company. Wheeler war auf der Insel als einer der frühen Missionare der Anishinabe eingesetzt.
Da die indianische Urbevölkerung lange vom Pelzhandel lebte, der aber stark zurückging, beschloss Wheeler, die Angehörigen Landwirtschaft zu lehren. Weil die Insel für eine erfolgreiche Landwirtschaft ungeeignet war, zogen die Wheelers 1845 aufs Festland und gründeten die Mission Odanah, benannt nach dem Ojibwe-Wort für Dorf. Wheeler baute ursprünglich seine erste Windmühle, um Wasser aus einer tiefen Schlucht zu seinem Haus zu pumpen. Er verbesserte die Windmühle im Laufe der Zeit kontinuierlich und sie wurde schließlich für eine Vielzahl von landwirtschaftlichen Zwecken wie das Mahlen von Mais verwendet.
1866 zog Wheeler aus gesundheitlichen Gründen in das um rund 450 km südlicher gelegene Beloit (Wisconsin). Nach seinem Umzug interessierte sich Samuel Chipman, ein Cousin aus Warsaw (Indiana), für Wheelers Windmühle. Chipman überredete Wheeler zur Einreichung eines Patents und leistete finanzielle Unterstützung. Nach der erfolgreichen Patentanmeldung wurden die ersten Windmühlen von der eigenen Firma L. H. Wheeler and Sons hergestellt. Nach Wheelers Tod im Jahre 1872 führten dessen Söhne die Firma fort. Die Firma wurde zusammen mit Partnern sehr erfolgreich. Wheelers Grab befindet sich noch auf dem Oakwood Cemetery in Beloit (Stand 2017).

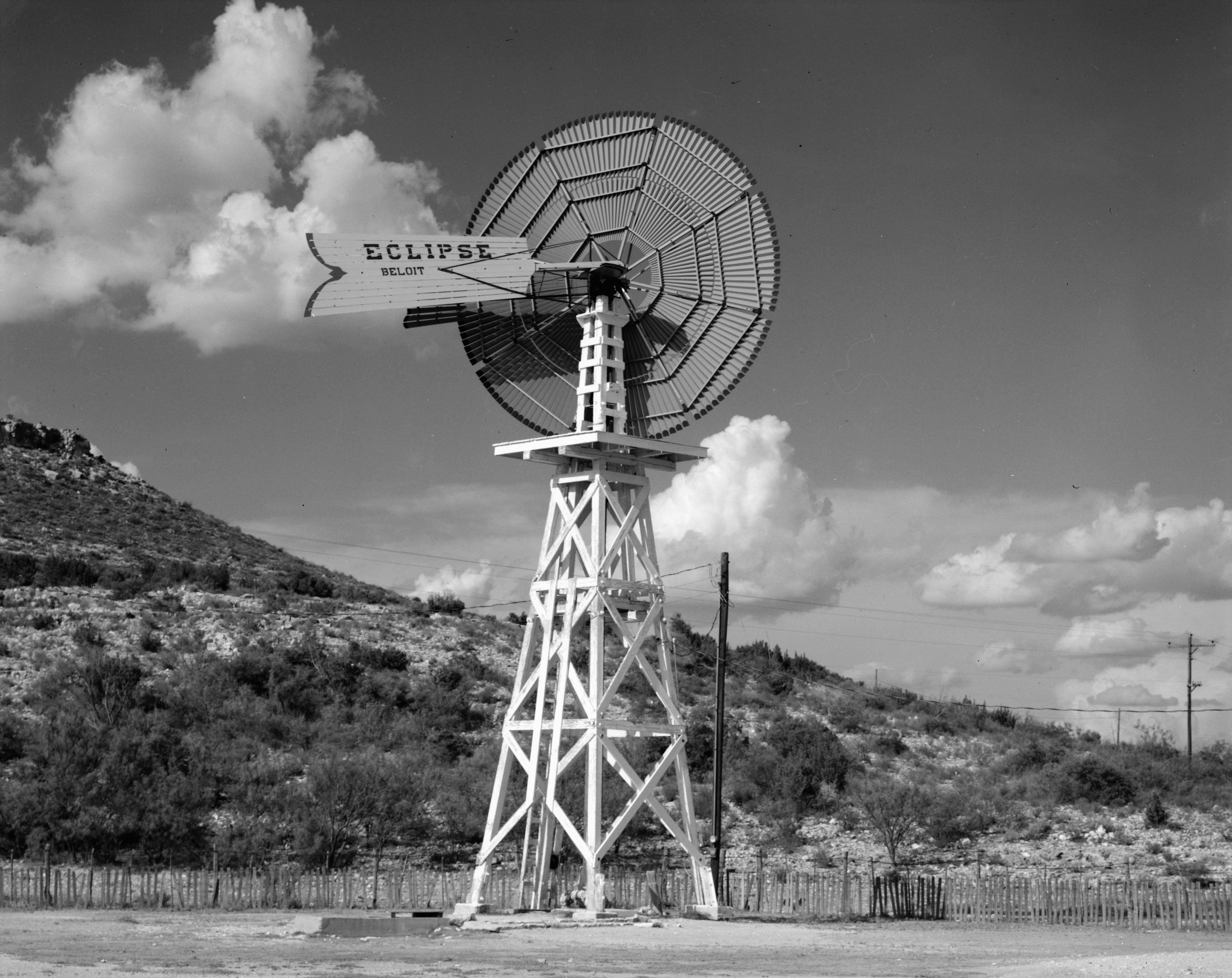
Windrad Eclipse Beloit von 1898 auf der Canon Ranch westlich Sheffield im Pecos County, Texas

## Patent
Vor Wheelers Patent war der Stand der Technik ein ursprünglich von Daniel Halladay (1826–1916) entworfener und produzierter Typ des amerikanischen Windrades mit einer einfachen Heckfahne, welche das Rad ständig im Wind hält. Halladay hatte später noch klappbare Rotorblätter eingeführt, die vor Sturmschäden schützen sollten. Hiermit war allerdings ein hoher Wartungsaufwand verbunden. Die Verbesserungen, die Wheeler an der Windmühle auf seiner Missionsstation im Laufe der Jahre durchführte, mündeten in einem Patent, das am 10. September 1867 als US-Patent Nr. 68674 erteilt wurde. Es hatte drei Ansprüche:
Der Hauptanspruch bestand darin, dass ein Regelmechanismus das Rad in einem optimalen Winkel hält, der sowohl auf der Windgeschwindigkeit als auch auf der Windrichtung basiert. Wheeler entwickelte einen Mechanismus, der das Rad bei niedrigen Windgeschwindigkeiten in den Wind richtete, es jedoch bei starkem Wind so drehte, dass es schräg zum Wind zeigte. Dies wurde mittels einer für den neuen Typ charakteristischen zweiten Fahne erreicht, die gegen die Hauptrichtungsfahne arbeitete. Erreicht wurde das durch Gewichte und eine Reihe von Riemenscheiben, welche die zwei Fahnen in einer optimalen Position hielten. Bei Sturm konnte sich das Rad komplett aus dem Wind drehen und anschließend wieder selbstständig ausrichten. In einem zweiten und dritten Patentanspruch wurde festgehalten, dass durch eine einfache Verschiebung eines der hängenden Gewichte die Bewegung des Rades ganz gestoppt werden kann und die Betätigung der Regulierungsscheiben über eine Hohlwelle erfolgen kann, ohne den Drehwinkel einzuschränken.

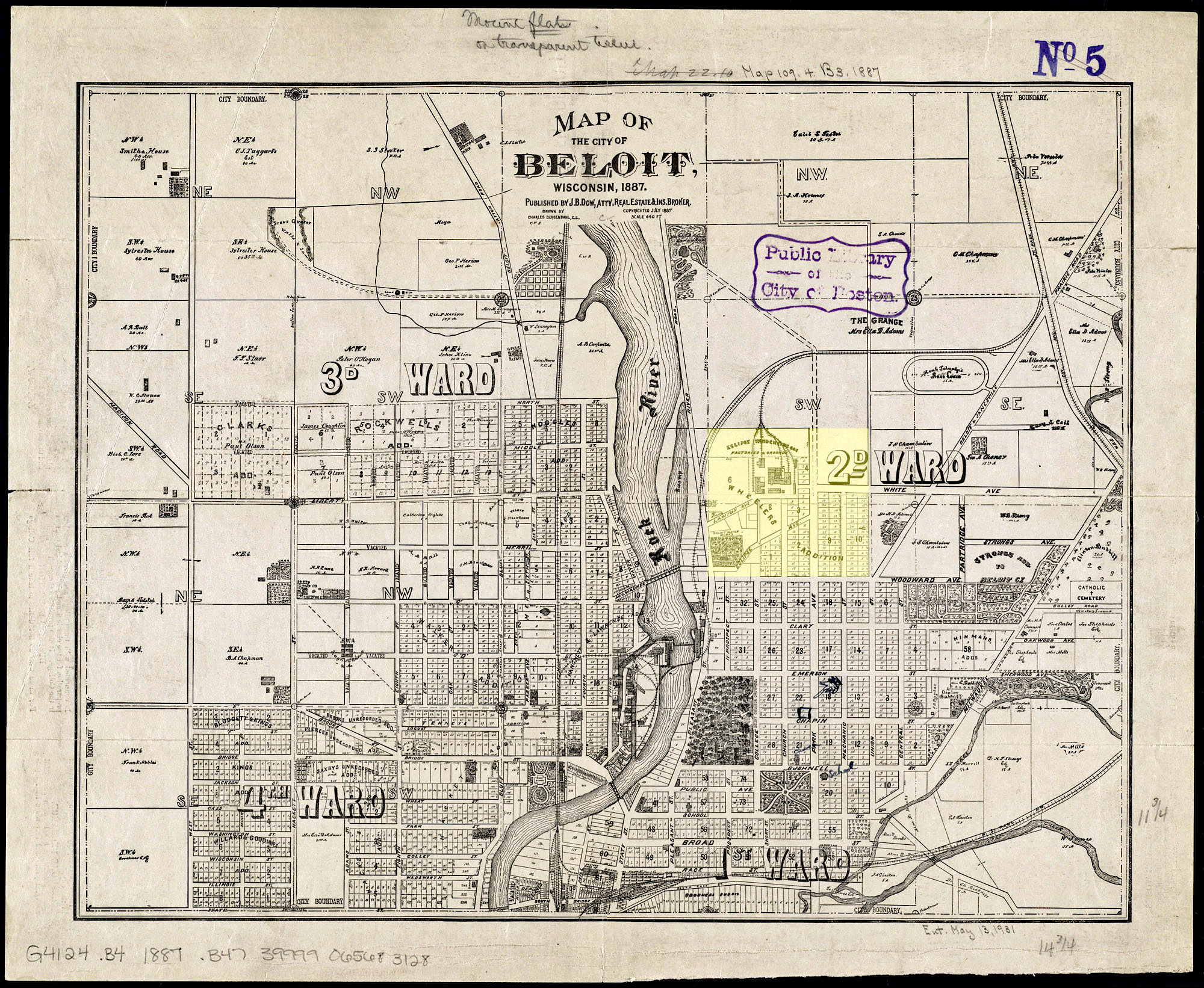
Stadtplan von Beloit 1887. Gelb am linken Ufer des Rock River: Wheeler Addition mit Eclipse Avenue (heute Eclipse Boulevard) und Eclipse Wind Engine Company

## Firma Eclipse
Nachdem Wheeler gestorben war, organisierten seine Söhne im Jahre 1873 zusammen mit S. T. Merrill und C. B. Salmon die Eclipse Wind Mill Company. Das Unternehmen begann stetig zu wachsen. Anfangs wurden bei der Radkonstruktion noch vier Flügel verwendet. Später führte man jedoch ein Rad mit einer dichten Anordnung vieler Rotorblätter ein. Auf der Centennial Exhibition 1876 in Philadelphia wurden drei Windturbinen von Eclipse ausgestellt. 1880 gingen Merrill und Salmon in den Ruhestand und das Unternehmen wurde in Eclipse Wind Engine Company umbenannt, mit W. H. Wheeler als Präsident. Gleichzeitig beteiligte sich Charles Hosmer Morse (1833–1921) zu 20 % an der Firma. Die Windräder dienten zum Betrieb von Wasserpumpen und wurden ein Verkaufserfolg auf den Farmen im Westen der USA und in Australien. Der Vertrieb der Windräder erfolgte über die Firma Fairbanks & Co. Eclipse wurde später komplett durch Fairbanks, Morse and Company übernommen.

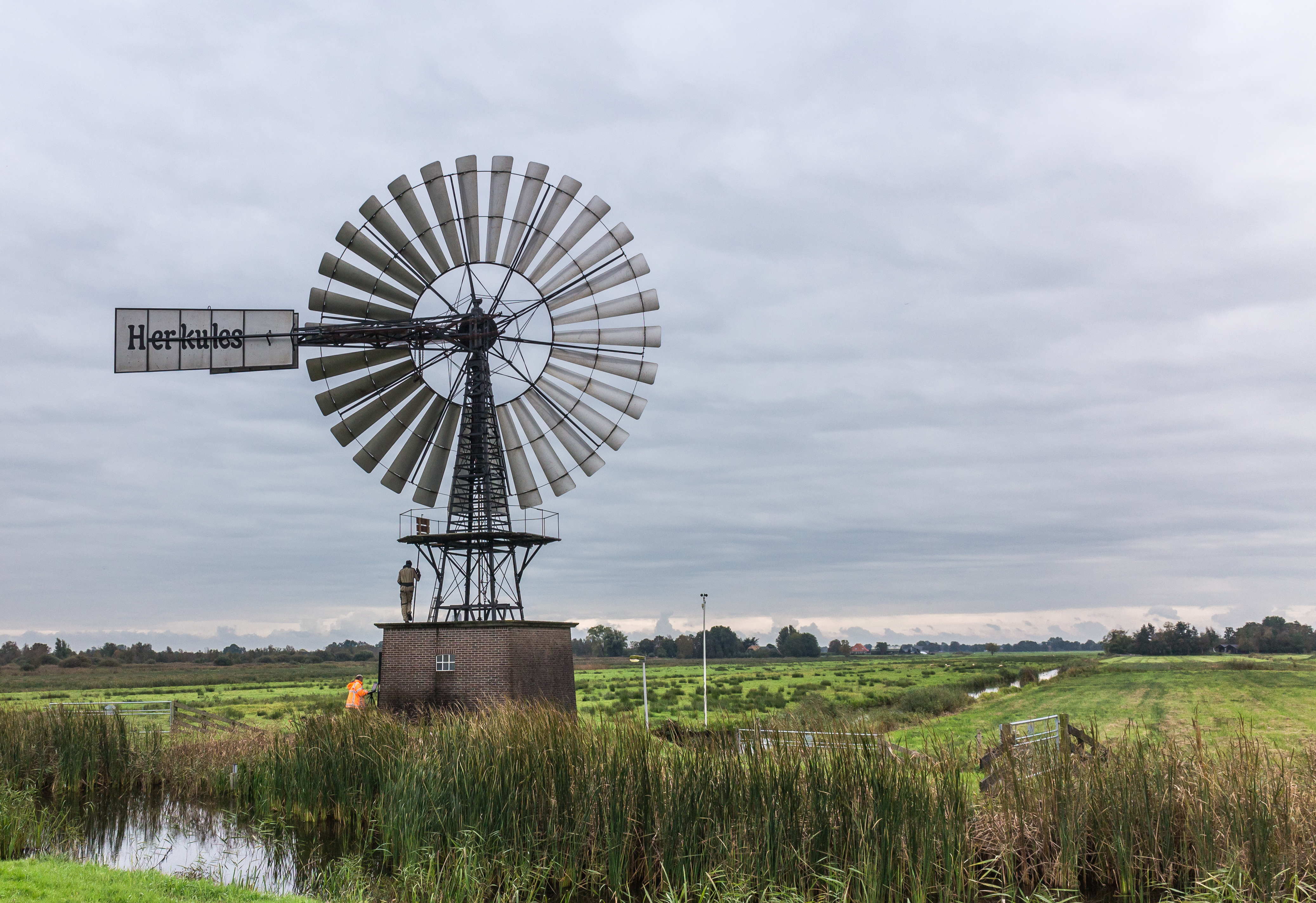
1926 errichtete Herkules-Poldermühle in der niederländischen Provinz Friesland

## Eclipse-Systeme in Europa
Um 1904 begann die Dresdner Firma Rudolph Brauns mit der Herstellung erster Windräder mit einem Eclipse-System unter dem Markennamen Herkules. Eins der frühen Herkules-Windräder steht im Deutschen Museum. Nach dem Zusammenschluss zu den Vereinigten Windturbinenwerken (VWW) wurden Herkules-Windräder aus Stahl sehr erfolgreich. Sie wurden bis zum Ende des Ersten Weltkrieges zahlreich in den deutschen Kolonien aufgestellt und innerhalb von Europa exportiert. In den 1920er Jahren kam es im großen Maße zum Einsatz von Herkules-Windturbinen als Windpumpen zur Entwässerung der Polder in den Niederlanden. Ab Mitte der 1920er Jahre lieferte auch die Firma Kletzsch aus Coswig bei Dresden sehr ähnliche Windturbinen unter dem Markennamen Energie in die Niederlande. Einige der Herkules- und Energie-Poldermühlen existieren heute noch und stehen als Rijksmonument unter Denkmalschutz.